# 朝食会
朝食会（ちょうしょくかい）は、近衛文麿内閣の政策研究会、政治勉強会。朝食を共にして議論が交わされたのでこの名が付けられた。「朝飯会（あさめしかい）」とも。内閣総理大臣秘書官である牛場友彦と岸道三、そしてゾルゲ事件で死刑を宣告された内閣嘱託の尾崎秀実が主催した。牛場邸、万平ホテル、西園寺公爵邸で開かれ、近衛内閣の政策に大きな影響を与えた。「昭和研究会」と交わる部分がある。

## 概要
人選は牛場信彦と岸道三があたり、当時の逸材の中から偏りがないように広く採用された。学者、新聞記者、評論家から人材を集めた。参加者は内閣書記官長の風見章をはじめ、佐々弘雄、白洲次郎、細川嘉六、平貞蔵、松方三郎、松本重治、笠信太郎、蠟山政道、牛場友彦などである。またゾルゲ事件に関与した、尾崎秀実、西園寺公一、犬養健らも含まれた。
これらのメンバーは、昭和研究会の中心人物であり、近衛新体制運動の推進者でもあった。

## 経緯
第1次近衛内閣成立後まもなく、内閣総理大臣秘書官の牛場友彦と岸道三が、識者の中から政治経済に明るい者を選別し、意見や情報を得るために夕食に招待して懇談を交わした。したがって、当初は夕食会であったといえる。はじめに招待されたのは、尾崎秀実、西園寺公一、佐々弘雄、平貞蔵、笠信太郎、蝋山政道、渡辺佐平であり、内閣書記官長の風見章が同席した。
尾崎秀実が内閣嘱託となると、牛場友彦と岸道三とが相談し、比較的時間の融通が利く朝8時ごろに開始することになった。1940年（昭和15年）はじめ頃から、牛場、尾崎、西園寺、蝋山の知り合いであった同盟編集局長の松本重治も参加し、その前後に犬養健も10回ほど、松方三郎は2回ほど参加した。尾崎秀実はアジア、ロシア、欧米の情報を提供することで近衛内閣の南進政策に大きな影響を与えた。
開催場所は、第1次近衛内閣時代に牛場友彦邸で数回、辞職後3ヶ月間は万平ホテルで2、3回、1939年（昭和14年）4月から1940年11月頃までは駿河台の西園寺公爵邸で数十回、その後は首相官邸で十数回開かれた。